# 25240 Qiansanqiang
25240 Qiansanqiang (1998 UO8) là một tiểu hành tinh vành đai chính được phát hiện ngày 16 tháng 10 năm 1998 bởi Chương trình tiểu hành tinh Bắc Kinh Schmidt CCD ở Xinglong.